# Мкртчян Фрунзик Мушегович
Фрунзе (Фрунзик, Мгер) Мушегович Мкртчян (4 липня 1930, Ленінакан, Вірменія — 29 грудня 1993, Єреван) — вірменський актор театру і кіно, народний артист Вірменської РСР (1971), народний артист СРСР (1984). Чоловік актриси Донари Мкртчян
Отримав прізвисько Мгер, що означає «світлий». За свідченням молодшого брата Альберта, в одному паспорті артиста було написано «Фрунзе Мкртчян», в іншому — «Мгер Мкртчян».

## Біографія

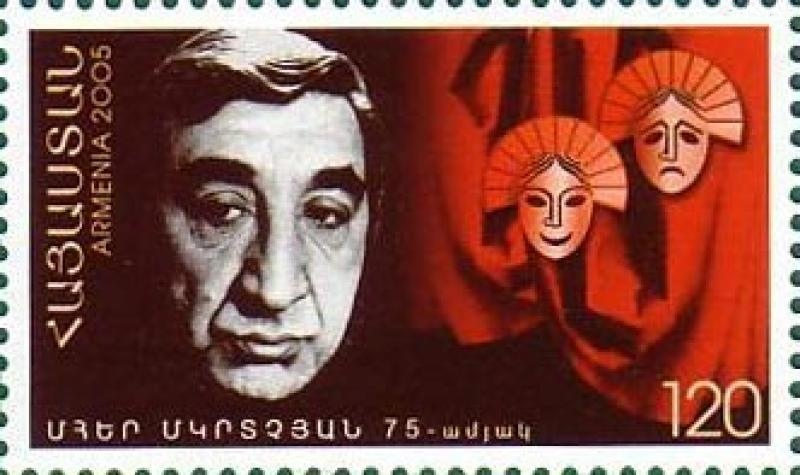
Марка Вірменії пам'яті Фрунзика Мкртчяна

- З 1945 — помічник кіномеханіка у клубі текстильної фабрики міста Ленінакана, у вільний час відвідує репетиції самодіяльного театру
- З 1947 — Ленінаканський театр ім. Мравяна.
- 1951–1956 — навчання в Єреванському театрально-художньому інституті.
- 1956 — прийнятий у трупу Академічного театру імені Сундукяна в Єревані. Паралельно з навчанням починає зніматися в кіно. Перший фільм за його участю (« У пошуках адресата») вийшов на екрани у 1955 р.

### Родина
- Брат — Альберт режисер, сценарист.
- Перше кохання — Кнара, на якій він так і не одружився, тому що її сім'я чинила опір, і її видали за іншого.
- Перша дружина — Донара (1941—2011), мати його дітей, відома в Росії за виконанням ролі дружини Джабраїла в « Кавказькій полонянці». Чудова актриса театру ім. Сундукяна. Хворіла на спадкове важке психічне  захворювання. Госпіталізована у Франції. До кінця своїх днів перебувала на лікуванні в психіатричній лікарні міста Єревані.
  - Син — Вазген (також його називали Ваак) успадкував хворобу від матері, помер після смерті батька, у 33 роки.
  - Дочка — Нуне загинула в Аргентині, в автокатастрофі, до смерті батька (їй було 39 років).
- Друга дружина — Тамара, дочка голови Спілки письменників Вірменії Граки Оганесяна.

### Трагічне життя
Попри те, що він добре знаний як комедійний актор, його особисте життя було сповнене горя. Його перша дружина, Донара Мкртчян мала психічний розлад і лежала у клініці до кінця своїх днів. Фрунзик став батьком-одинаком з двома маленькими дітьми. Його син успадкував душевне захворювання матері, і це нове нещастя спустошило душу актора. Згідно з твердженнями його знайомого, останні роки життя він переживав депресію і, зрештою, спився. 1993 року помер у своїй квартирі в Єревані. Тисячі людей прийшли на похорони свого улюбленого актора. Траурна колона з тілом Мкртчяна пройшла центральною вулицею міста. Похований у Пантеоні героїв вірменського духу в Єревані.
В останні роки життя актор заснував театр, що згодом отримав його ім'я.
2008 року вийшов документальний фільм «Сумна історія останнього клоуна. Фрунзе Мкртчян», присвячений Фрунзику Мкртчяну.

## Звання та нагороди
- 1971 — народний артист Вірменської РСР
- 1975 — державна премія Вірменської РСР, за участь у фільмі «Трикутник»
- 1978 — державна премія СРСР, за участь у фільмі «Міміно»
- 1984 — народний артист СРСР

## Фільмографія
1. 1955 — У пошуках адресата
2. 1956 — Через честь
3. 1959 — Про що шумить річка
4. 1960 — Хлопці музкоманди
5. 1965 — Тридцять три — професор Брук
6. 1966 — Кавказька полонянка, або Нові пригоди Шурика -дядько Ніни — Джабраїл
7. 1966 — Айболить-66 — пірат
8. 1966 — Формула веселки — міліціонер
9. 1966 — Двадцять шість бакинських комісарів
10. 1967 — Трикутник
11. 1967 — З часів голоду
12. 1968 — Білий рояль
13. 1968 — Вибух після півночі
14. 1969 — Не журись! — заарештований турками контрабандист
15. 1970 — Адам і Хева
16. 1971 — Ми і наші гори
17. 1971 — Вчора, сьогодні і завжди
18. 1971 — Хатабала
19. 1972 — Чоловіки — Сурен
20. 1972 — Айрік
21. 1972 — Пригоди Мгера у відпустці — Мгер
22. 1976 — Багдасар розлучається з дружиною — Багдасар
23. 1977 — Наапет — Апро
24. 1977 — Солдат і слон — Арменак
25. 1977 — Міміно — Рубік Хачикян (Рубен Вартанович Хачикян)
26. 1977 — Кам'яна долина — Сандро
27. 1978 — Суєта суєт — Борис Іванович
28. 1979 — Добра половина життя
29. 1979 — Пригоди Алі-Баби і сорока розбійників — Мустафа
30. 1980 — Ляпас — Григор-ага
31. 1980 — Великий виграш — Гарник
32. 1981 — Тифліс — Париж і назад
33. 1982 — Пісня минулих днів
34. 1983 — Пожежа
35. 1983 — Самотнім надається гуртожиток -наречений Ніни
36. 1984 — Легенда про кохання
37. 1984 — Вершник, якого чекають
38. 1985 — Танго нашого дитинства
39. 1987 — Як вдома, як справи?

## Цитати

### Альберт Мкртчян
"У дитинстві Фрунзик був безпорадним, над ним усі сміялися, він був худий, з великим носом, але виявилося, що Бог дав йому величезний акторський талант. Він усе своє життя так жив — був смішним і сумним одночасно. І СРСР обожнював свого таланта ".

### Георгій Данелія
"Щоб зрозуміти всю силу його таланту, потрібно дивитися не тільки його роботи в кіно, де в основному він грав комедійні ролі, але і в театрі. Для мене він — найкращий виконавець Сірано де Бержерака ".

### Хорен Абрамян
"Фрунзик бажав смерті, він рвався до неї, він мріяв про неї, жорстоко гасячи в собі життєві інстинкти. Його не час згубив, і не пристрасть до вина й тютюну … Ні, він свідомо йшов до своєї погибелі, не маючи сил пережити хворобу сина і дружини — велике сімейне горе ".
 "Актор від початку до кінця. Ми, колеги, стояли за лаштунками, дивилися і чекали, що нового він сьогодні зробить в ролі. Ми знали: він обов'язково буде імпровізувати, і це була геніальна імпровізація. Напрочуд у нього була винахідливість. Він міг розсмішити цілий зал. Я пам'ятаю його вистави, які починалися гомеричним реготом в залі для глядачів, і цей регіт тривав всі вистави. Взагалі Фрунзик був надзвичайною людиною — день починав з пісні і був щасливий. З іншого боку, в ньому завжди жило відчуття якоїсь трагічності … "
 "Людина приходить у цей світ з оберемком хмизу і його завдання — спалити його до кінця, аби він не перетворився на тлін. На жаль, Фрунзик не зміг все це спалити, а там було дуже багато вогню. Втратили ми дуже багато тепла Фрунзика ".

### Алла Сурикова
"Справжній комедійний актор, десь в другому своєму плані трагічний. Такими були Євген Леонов, Андрій Миронов, Юрій Нікулін, і звичайно ж, Фрунзик Мкртчян … У вірмен є фраза: «Візьму твій біль». Це вищий прояв людяності. В мені багато в чому це залишилося від Фрунзика ".